# Urban Dictionary
Urban Dictionary er en online-ordbog over slangudtryk, som alle kan redigere, men som kræver tilmelding. I oktober 2012 havde siden 6.789.701 definitioner.
Hjemmesiden blev lanceret i 1999 af Aaron Peckham.